# Paul-Gerhardt-Kirche (Frankfurt-Niederrad)
Die evangelische Paul-Gerhardt-Kirche, die auch Kleine Kirche Niederrad oder Niederräder Kirche genannt wird, ist ein barockes Gotteshaus und ein hessisches Kulturdenkmal in Niederrad, einem Stadtteil von Frankfurt am Main. Das Paul-Gerhardt-Gemeindezentrum ist ein weiteres Kirchengebäude der gleichnamigen Gemeinde. Sie und ihre beiden Gebäude sind seit 1926 nach Paul Gerhardt benannt, der ein bedeutender evangelischer Kirchenlieddichter war.

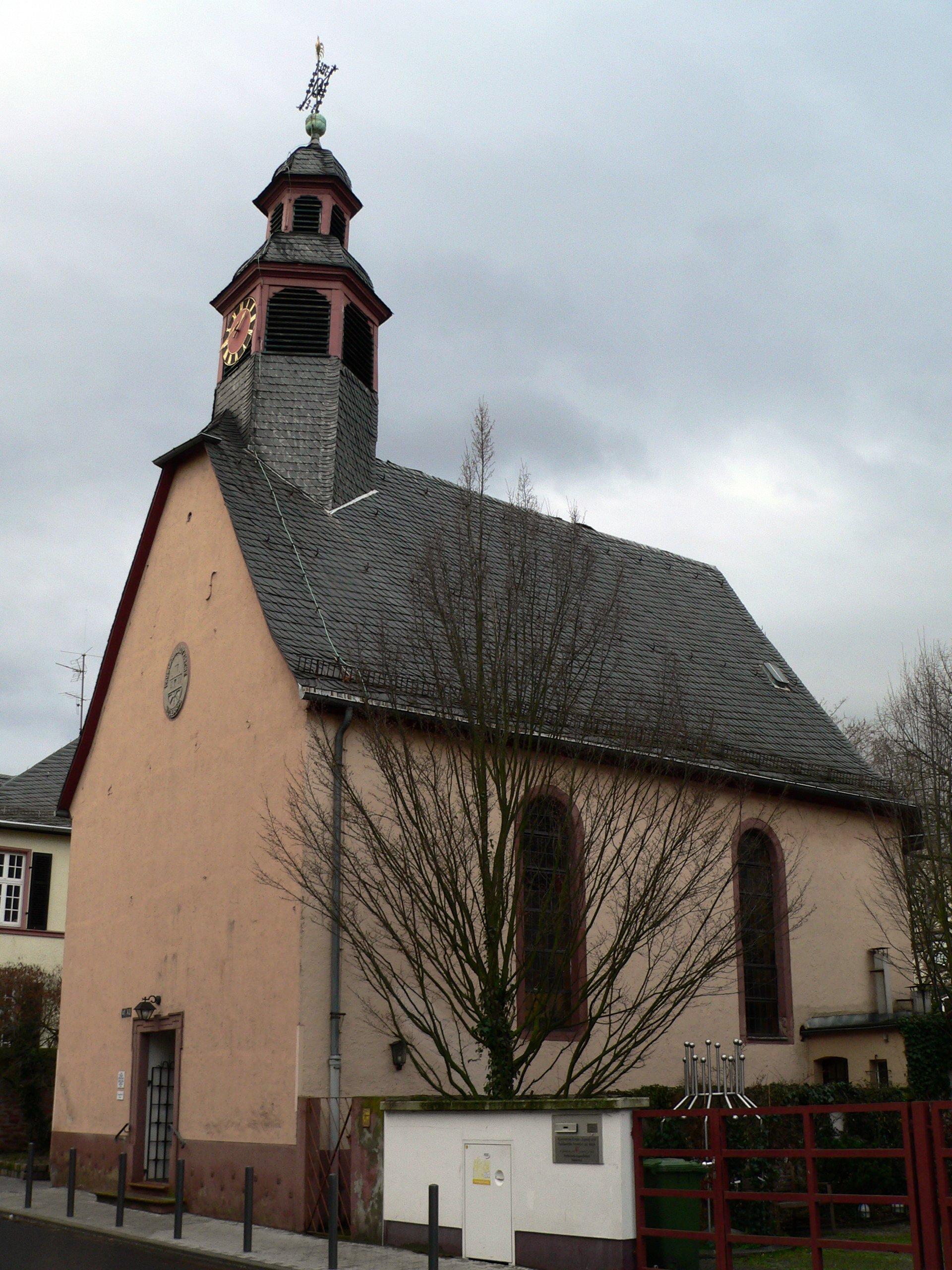
Paul-Gerhardt-Kirche

## Entstehung und Entwicklung
Das Dorf Niederrad wurde im Jahr 1151 erstmals urkundlich erwähnt. Es gehörte kirchlich mit Schwanheim zum Bartholomäusstift des Frankfurter Kaiserdoms St. Bartholomäus. Seit der Reformation zählten die evangelischen Christen zum Gutleuthof auf der anderen Mainseite, wohin man auch zum Gottesdienst mit dem Kahn übersetzte. Das änderte sich auch nicht 1608, als in Niederrad eine kleine evangelische Fachwerkkirche errichtet wurde, die jedoch nur als Sonntagsschule diente. Im Jahr 1726 wurde dann die heute noch bestehende Kirche errichtet. Durch Kriegseinwirkung bei den Luftangriffen auf Frankfurt am Main in den 1940er Jahren wurde sie erheblich beschädigt und 1951 bis 1952 in vereinfachter Form nach Plänen des Architekten Hans Bartolmes wiederaufgebaut.

## Architektur
Im Ortskern von Niederrad befindet sich die barocke Saalkirche in der Kelsterbacher Straße. Der dreiseitige Chor ist nach Süden gerichtet. Der verputzte Bau ist durch jeweils zwei Rundbogenfenster in den Längswänden gegliedert. Das steile Schieferdach ist auf der Nordseite mit einem Dachreiter bekrönt, der als Glockenstuhl dient. Direkt von der Straße aus betritt man durch ein Portal in der nördlichen Giebelwand den Innenraum. Lina von Schauroth fertigte Glasfenster in der Zeit zwischen den beiden Weltkriegen. Altar und Kanzel stammen vom Architekten. Ein historisches Kruzifix hängt über dem Altar. Die Rundbogenfenster zu beiden Seiten des Altars hat das Künstlerehepaar Gisela Dreher-Richels und Gerhard Dreher geschaffen. 

## Orgel

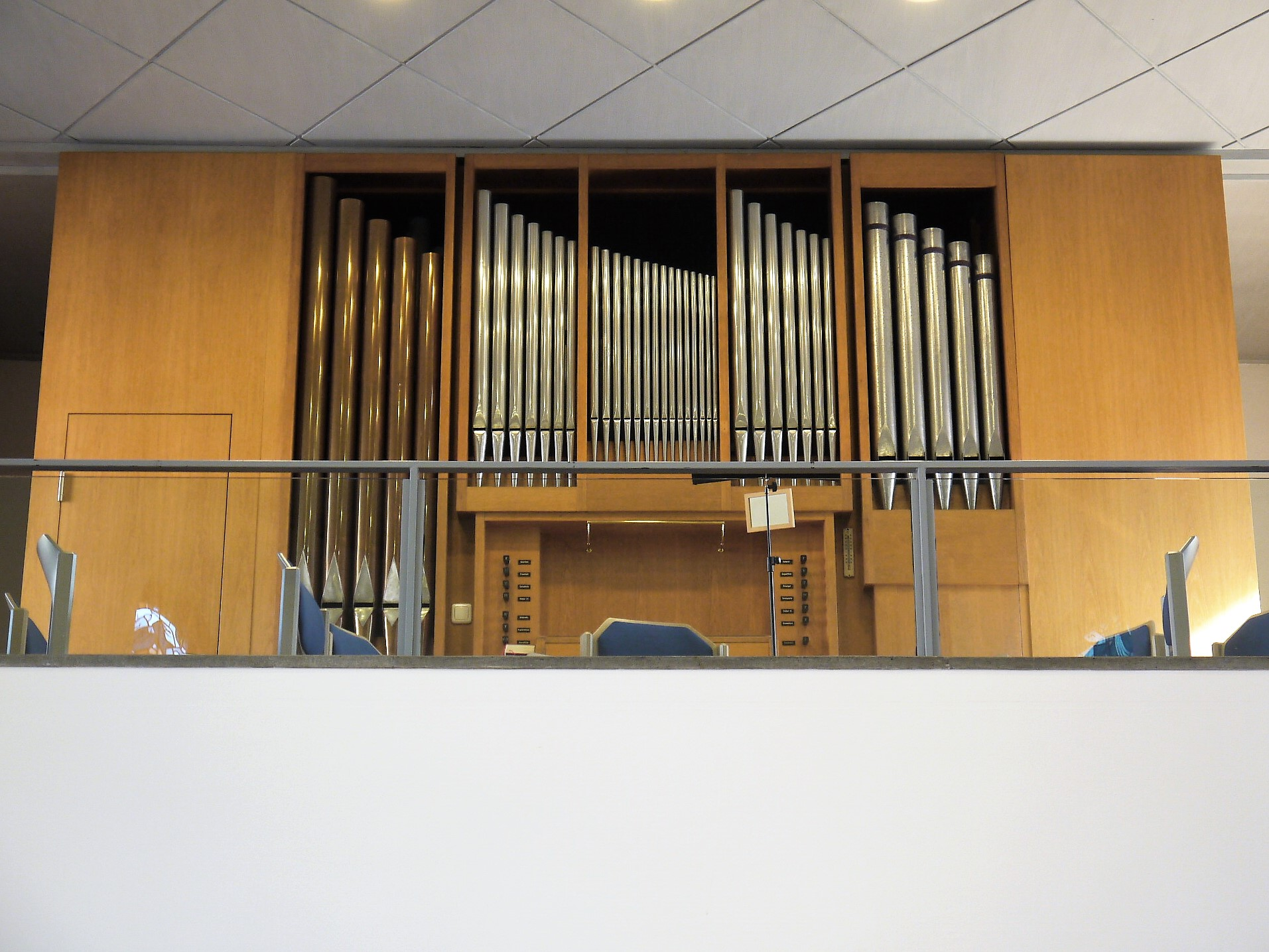
Orgel

Die Orgel mit 13 Registern und zwei Manualen wurde 1971 von Günter Ismayr eingebaut. Die Disposition lautet:
| I Hauptwerk C–g3 |       |
| Rohrflöte        | 8′    |
| Praestant        | 4′    |
| Spitzpfeife      | 2′    |
| Mixtur IV        | 1 ⁄3′ |

| II Schwellwerk C–g3 |       |
| Gedackt             | 8′    |
| Koppelflöte         | 4′    |
| Principal           | 2′    |
| Gemsquinte          | 1 ⁄3′ |
| Zimbel III          | 1′    |
| Krummhorn           | 8′    |
| Tremulant           |       |

| Pedal C–f1   |       |
| Untersatz    | 16′   |
| Kupferoktave | 8′    |
| Choralflöte  | 4′+2′ |

- Koppeln:  II/I, I/P, II/P
- Bemerkungen: Schleifladen, mechanische Spiel- und Registertraktur